# Papa Leon al XIII-lea
Leon al XIII-lea, născut Gioacchino Pecci (n. 2 martie 1810, Carpineto Romano, Italia – d. 20 iulie 1903, Vatican), a fost al 256-lea Papă din 20 februarie 1878 până la moartea sa.

## Biografie
Gioacchino Vincenzo Raffaele Luigi Pecci s-a născut la 2 martie 1810, la Carpineto Romano, și era al șaselea din cei șapte copii ai contelui Lodovico Pecci și a soției sale, Anna Prosperi-Buzi. A existat o oarecare îndoială asupra originii nobile a familiei Pecci, iar atunci când tânărul Gioacchino a cerut admiterea în Academia dei Nobili din Roma, a întâmpinat o oarecare împotrivire drept pentru care a scris istoria familiei, arătând că Pecci din Carpineto se trage din familia Pecci din Siena, constrânși să emigreze în statul papal în prima jumătate a secolului al XVI-lea, în timpul lui Clement al VII-lea, întrucât aveau legături cu familia Medici.
Pe când avea opt ani a fost trimis la studii, împreună cu fratele său, Giuseppe, în vârstă de zece ani, la noua școală a iezuiților din Viterbo, actualul seminar. A rămas acolo șase ani (1818-1824), unde a dobândit binecunoscuta ușurință de a se folosi de latină și de italiană, lucru admirat mai târziu în scrierile sale oficiale și în poemele sale. Un mare merit l-a avut în acest sens profesorul său, părintele Leonardo Garibaldi. Când în 1824 Collegio Romano a fost redat iezuiților, Gioacchino și fratele său Giuseppe au început aici studiile de științe umane și de retorică.
Era încă nesigur asupra chemării sale, deși mama lui dorea ca el să îmbrățișeze starea clericală. Asemenea altor tineri romani din acea vreme care ținteau spre o carieră publică, el a studiat, pe lângă teologie, dreptul canonic. În 1832 obține doctoratul în teologie, motiv pentru care, după dificultățile menționate mai sus, cere să fie primit în Academia nobililor ecleziastici și începe studiul dreptului civil la Universitatea de stat "Sapienza" din Roma. Datorită talentelor sale și a protecției cardinalilor Sala și Pacca, papa Grigore al XVI-lea l-a numit prelat al casei, în ianuarie 1837, deși nu era încă preot. În luna martie 1837 a fost numit „prelat al Tribunalului”.
În timpul epidemiei de holeră din Roma, l-a asistat cu abilitate pe cardinalul Sala în îndatoririle sale de supraveghetor al tuturor spitalelor din oraș. Zelul și abilitatea sa l-au convins pe cardinalul Sala că Pecci era potrivit pentru responsabilități mari și, la rândul său, l-a îndemnat să intre în preoție, adăugând că era posibil ca în curând să fie promovat într-o funcție unde ar fi fost necesară preoția. Cedând acestor solicitări, este hirotonit preot la 31 decembrie 1837 de cardinalul Odeschalchi, vicarul Romei, în capela Sfântul Stanislau. Funcția la care se referea cardinalul Sala era aceea de guvernator civil al orașului Benevento aflat sub jurisdicția Sfântului Scaun și situat în centrul Regatului Neapole. Papa Grigore al XVI-lea considera că aici este nevoie de un delegat tânăr și energic, iar la propunerea cardinalului Lambruschini și a cardinalului Sala, mons. Pecci este numit în această funcție la 2 februarie 1838. Rezultatele obținute în trei ani de delegatul la Benevento l-au determinat pe papa Grigore al XVI-lea să-i încredințeze acestuia o altă misiune acolo unde era nevoie de o personalitate puternică. Astfel, Pecci a fost trimis mai întâi în Spoleto, dar la 17 iulie 1841 este trimis în Perugia.
În ianuarie 1843 este numit nunțiu la Bruxelles, succedând în funcție monseniorului Fornari, numit nunțiu la Paris. La 19 februarie a aceluiași an este consacrat arhiepiscop titular de Damiata de către cardinalul Lambruschini.
În 1846, întrucât scaunul episcopal din Perugia devenise vacant, papa Grigore al XVI-lea îl numește pe mons. Pecci episcop de Perugia, cu păstrarea titlului de arhiepiscop. Astfel, la 26 mai 1846 mons. Pecci se întoarce în Roma, după ce petrecuse o lună la Londra și alta la Paris, ocazie cu care a întâlnit multe personalități și a căpătat experiențe și idei noi. Întors în Roma, mons. Pecci îl află pe papă pe patul de moarte. La 27 iulie 1853 intră solemn în Perugia, unde rămâne pentru treizeci și doi de ani. Papa Grigore al XVI-lea intenționa să-l creeze cardinal, dar moartea sa și evenimentele care au tulburat primii ani ai pontificatului papei Pius al IX-lea au amânat această onoare până la 19 decembrie 1853. Papa Pius al IX-lea dorea să-l aibă în preajma sa, dar mons. Pecci a preferat Perugia. Totuși, în august 1877, la moartea cardinalului Angelis, papa Pius al IX-lea îl numește trezorier, așa încât mons. Pecci este obligat să locuiască în Roma. Papa Pius moare la 7 februarie 1878, iar conclavul, după trei scrutine, îl alege pe cardinalul Pecci, cu un număr de patruzeci și patru de voturi din șaizeci și unu.
În timpul pontificatului său, Leon al XIII-lea, cu abilitatea sa diplomatică, a reușit să pună capăt rupturilor, să depășească dificultățile și să stabilească bune relații cu aproape toate puterile lumii. Credința catolică a făcut mari progrese: Leon al XIII-lea a creat două sute patruzeci și opt de episcopii și arhiepiscopii și patruzeci și opt de vicariate sau prefecturi apostolice. Catolicii de rit oriental au fost în atenția sa în mod deosebit: a avut fericirea de a vedea sfârșitul schismei apărute în 1870 printre uniții armeni și care s-a încheiat în 1879 prin convertirea mons. Kupelian și a altor episcopi schismatici. A fondat în Roma un colegiu pentru studenții armeni (1884), iar prin divizarea Colegiului Sfântul Atanasie le-a putut oferi rutenilor un colegiu; în 1882 reformase deja ramura ruteană a Ordinului Sfântul Vasile cel Mare. Pentru caldei a fondat la Mosul un seminar pe care l-a încredințat grijii dominicanilor. Într-o enciclică memorabilă din 1897 făcea apel la toți schismaticii din Est, invitându-i să se întoarcă la Biserica Universală, și a stabilit reguli pentru reglementarea relațiilor dintre diferitele rituri în țările cu mai multe rituri. Chiar și printre copți eforturile sale de unire au făcut progrese.
Prin enciclica "Aeterni Patris" din 1880 a recomandat studierea filosofiei scolastice, în special cea a sfântului Toma de Aquino, în contextul neotomismului. A înființat în Roma colegiul Appolinare, un institut superior pentru studierea clasicilor latini, greci și italieni. La propunerea sa, la Roma a fost înființat și un colegiu pentru seminariștii din Boemia. Tot el a înființat și ziarul L'Osservatore Romano⁠(en)[traduceți]. 
În timpul pontificatulului său ordinele religioase au cunoscut o nouă înflorire; au fost fondate ordine noi, ordinele vechi s-au îmbogățit în vocații.
Scrisoarea Enciclică Humanum genus din 20 aprilie 1884 a papei Leon al XIII-lea reprezintă unul dintre cele mai virulente și avizate rechizitorii la adresa Francmasoneriei.
Papa Leon al XIII-lea nu avea o sănătate prea robustă, dar regularitatea metodică a vieții sale l-a menținut în putere. A murit la Roma, la 20 iulie 1903, după douăzeci și cinci de ani de pontificat.